# Reinhard Kapp
Reinhard Kapp (* 18. April 1907 in Breslau; † 6. Juli 1995 in Hannover) war ein deutscher Rechtsanwalt und Steuerberater, der auf dem Gebiet des Erbschaftssteuerrechts hervorgetreten ist.

## Leben
Reinhard Kapp war der Sohn des preußischen Finanzpräsidenten Fritz Kapp. Sein Abitur legte er im Jahr 1927 am Kaiser-Wilhelm-Gymnasium in Hannover ab und studierte sodann Rechtswissenschaften an den Universitäten in Göttingen und München. In Göttingen wurde er Mitglied des Corps Hannovera. Das Erste Staatsexamen legte er 1930 ab und promovierte 1933 zum Dr. jur. Nach dem Assessorexamen 1935 wurde er zunächst für ein Jahr für die Deutsche Rentenbank-Kreditanstalt in Berlin tätig, bevor er 1936 in die Reichsfinanzverwaltung eintrat, wo er 1938 zum Regierungsrat befördert wurde. Die ersten Kriegsjahre von 1939 bis 1942 war er als Ausbilder an den Reichsfinanzschulen in Böhmisch-Leipa und in Thorn tätig. 1942 wurde er als Leutnant d.R. zum Kriegsdienst eingezogen. Nach dem Kriegsende ließ er sich gleich 1945 als Steuerberater in Hannover nieder und wurde 1952 auch als Rechtsanwalt und Fachanwalt für Steuerrecht zur Anwaltschaft zugelassen. Die von ihm 1949 begründete Sozietät Kapp, Ebeling & Partner spezialisierte sich auf das Erbschafts- und Schenkungssteuerrecht. Reinhard Kapp selbst trat durch zahlreiche Veröffentlichungen auf diesem Gebiet hervor. Der von ihm gemeinsam mit seinem Partner Jürgen Ebeling verantwortete Kommentar zum Erbschaftssteuerrecht ist ein Standardwerk in diesem Steuerfach. Gleiches gilt für das ebenfalls von ihm begründete Handbuch der Erbengemeinschaft, welches ebenfalls bis heute von seinen Sozien Ebeling und Geck fortgeführt wird.
Der kinderlose Kapp vermachte gemeinsam mit seiner Frau sein Vermögen der gemeinnützigen Dr.-Reinhard-Kapp-Stiftung in Hannover. Diese Stiftung fördert die wissenschaftliche Weiterentwicklung des deutschen Steuerrechts.

## Schriften
- Kapp/Ebeling: Erbschaftsteuer- und Schenkungsteuergesetz. Kommentar. ISBN 978-3-504-45018-2
- Ebeling/Geck: Handbuch der Erbengemeinschaft. ISBN 978-3-504-45027-4